# Андрес Мануель Лопес Обрадор
Андрес Мануель Лопес Обрадор (ісп. Andrés Manuel López Obrador; нар. 13 листопада 1953, Макуспана, штат Табаско) — мексиканський політик, президент Мексики з 1 грудня 2018 року.
Кандидат в президенти на виборах 2006, 2012 і 2018 років, колишній голова уряду Федерального округу. На виборах 2006 року зазнав поразки з мінімальним відривом, в результаті чого його прихильники почали масові акції протесту і оголосили його президентом. Член партії демократичної революції, потім — Руху національного відродження.

## Біографія
Закінчив Національний автономний університет Мексики (диплом спеціаліста з політології та публічного управління). Розпочав політичну кар'єру в Інституційно-революційній партії, яка довгий час була беззмінно правлячою у Мексиці. В 1988 році перейшов в рух Corriente Democrática, створений Куатемок Карденасом, впливовим членом ІРП і сином екс-президента Ласаро Карденаса. В 1989 році Corriente Democrática була перетворена на Партію демократичної революції.
У 1996-99 роках очолював ПДР, в 2000 році був обраний головою уряду Федерального округу (посада приблизно відповідає посаді мера міста без урахування агломерації) . На цій посаді він приділяв велику увагу соціальним проектам і розв'язання проблем з нерухомістю. Також за його ініціативою була відкрита система експрес-автобусів з виділеною смугою Метробус. Одночасно, його опоненти критикували його за недостатню увагу до розвитку метрополітену Мехіко. В 2004-05 роках Конгрес позбавив його недоторканності через справу в суді, що іноді розглядається як виключно політична акція його противників. Проте, Обрадор став популярним політиком в загальнонаціональному масштабі..
В 2006 році Обрадор брав участь в президентських виборах в Мексиці як кандидата від ПДР. На виборах однопартієць чинного президента Вісенте Фокса правоцентрист Феліпе Кальдерон отримав 35,89 % (15 000 284 голоси), Обрадор — 35,31 % (14 756 350), кандидат від іншої лівоцентристської партії (ІРП) Роберто Мадрасо — 22,26 % (9 301 441). Оскільки виборче законодавство Мексики не передбачає можливості проведення другого туру, новим президентом став Кальдерон. Прихильники Обрадора, однак, зажадали визнати підсумки виборів недійсними. Вони, зокрема, вказували на те, що після підрахунку 90 % бюлетенів Обрадор вигравав у Кальдерона з перевагою більш ніж в один відсоток і припустили, що під час підрахунку останніх 10 % бюлетенів були задіяні нелегітимні способи перемоги Кальдерона на виборах. Протести, які почалися після виборів, отримали назву «революції кактусів»
Взяв участь у президентських виборах 2012 року, посів друге місце, набравши 31,6 % голосів.
Після виборів вийшов з Партії демократичної революції і очолив Партію національного відродження.
Кандидат в президенти на виборах 2018 від коаліції « Разом ми зробимо історію», в яку входять Рух національного відродження (MORENA), Партія праці (PT) і Партія соціальної солідарності (PES). Здобув перемогу на загальних виборах, що пройшли 1 липня 2018 року.
3 травня 2021 року, як глава держави («відповідно до етичних імперативом уряду, але також і за власним переконанням»), приніс офіційні вибачення корінному народу майя за заподіяну шкоду і дискримінацію його представників (за «жахливі зловживання, які були здійснені приватними особами та національною й зарубіжною владою») від початку іспанського завоювання Америки, за 300 років колоніального панування і два століття незалежної історії Мексики.